# Kató Berky

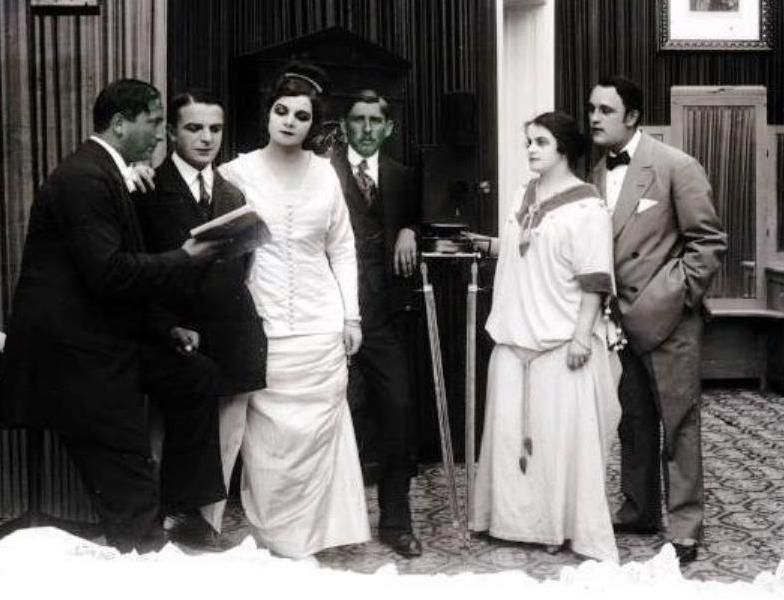
Kató Berky (zweite von rechts, 1914)

Kató Berky (anhörenⓘ * 5. Februar 1889 als Zsófia Berki in Szabadka, Königreich Ungarn; † 1. Juli 1961 in Budapest) war eine ungarische Schauspielerin.

## Leben
Kató Berky war die Tochter des Theaterdirektors Ferenc Berky und seiner Frau Amália Tóth. Ihre Bühnenlaufbahn begann 1908 am Nationaltheater in Kolozsvár. 1909 heiratete sie in Kolozsvár den Schauspieler Alajos Mészáros, der ebenfalls dort am Nationaltheater tätig war und im selben Jahr wurde ihre Tochter Katalin geboren. 1914 spielte sie in Budapest die Rolle der Marika in der Posse Az uzsoki rózsalány von Géza Vágó. In den nächsten Jahren wirkte sie als Schauspielerin in mehreren Filmen mit, wie A tolonc nach einem Buch von Ede Tóth, die Regie führte Mihály Kertész. 1915 spielte sie am Apolló-Theater (Apolló színház) in dem Stück Fel a kezekkel von Richárd Falk. 1920 starb ihr Ehemann Alajos Mészáros. In der ersten Hälfte der 1920er Jahre war sie Mitglied des Apollo Kabaré, trat am Renaissance-Theater und an der Bühne an der Terézkörút in Budapest auf. 1923 wirkte sie in dem Singspiel A Zsiga von Rezső Török mit. In den Jahren 1924 und 1925 wirkte sie an der Lustigen Bühne (Vidám Színpad) und 1926 am neu gegründeten Pengő Kabaré. 1930 spielte sie in dem Lustspiel A kék szalon  von Imre Liptai. Bis zu ihrem Lebensende lebte sie mit dem Drehbuchautor György Ujházy zusammen.
Ihre Geschwister Lili Berky und József Berky waren ebenfalls Schauspieler.

## Filmrollen (Auswahl)
- 1914: A szökött katona- – Juliska
- 1914: A tolonc. – Ehefrau
- 1914: A kölcsönkért csecsemők. – Aranka
- 1915: A paradicsom. – Zimmermädchen
- 1916: A dolovai nábob leánya. – Frau Szentirmay